# Gentiana calycosa
Gentiana calycosa là một loài thực vật có hoa trong họ Long đởm. Loài này được Griseb. mô tả khoa học đầu tiên năm 1837.